# Dammtjärnen (Silbodals socken, Värmland, 658277-129286)
Dammtjärnen är en sjö i Årjängs kommun i Värmland och ingår i Göta älvs huvudavrinningsområde.